# Gola del Ter
La Gola del Ter és la desembocadura actual del riu Ter, al municipi de Torroella de Montgrí. Al nord hi deixa la platja de la Pletera, continuació de la Platja de l'Estartit (l'Estartit); i, al sud, la de la Fonollera. Els Delta fluvial del Ter i el del Daró —tot i que aquest darrer en un grau menor— són els responsables de la continuïtat de platges arenoses que van des de l'Estartit fins a arribar al terme de Begur. L'aportació de sediments i els temporals de llevant feien acumular-los a la platja o els vents de tramuntana formaven dunes mòbils, fixades el segle xix. Des de la construcció dels pantans Sau i Susqueda a mitjans del segle xx, han reduït l'aportació de sediments.
Antigament el riu desembocava en tres punts de la costa. A més del de la Gola, n'hi havia un entre l'Escala i Sant Martí d'Empúries i l'altre a prop de l'Estartit, en el que es denomina avui Ter Vell; entre aquest i l'actual desembocadura hi ha una sèrie de llacunes litorals. El curs més al nord fou tallat vers el 1302, prop de Canet de la Tallada, per unes obres fetes pel comte d'Empúries Ponç Hug IV, que van ser fruit de plet amb el rei Jaume el Just, senyor de Torroella. No obstant això, unes riuades el 1311 trencaren les motes i el riu recobrà el braç en direcció nord-est. Tot i això, el rei, d'acord amb les viles afectades, veié el benefici de les avingudes del Ter per a l'agricultura. El Ter restà diversos segles amb dues desembocadures, el Ter Vell i la Gola, tot deixant una illa deltaica entremig. Per tal d'aprofitar aquesta illa per a l'agricultura, fou tallat el braç nord el segle xviii.
Pel que fa a la flora i la fauna del voltant, es tracta d'ecosistemes de bosc de ribera i comunitats halòfiles (salicornars, tamarigars, i jonqueres). Els darrers anys la introducció de plantes d'espècies al·lòctones (invasores), com Cortaderia selloana o Carpobrotus edulis, ha estat objecte d'estudis per tal de limitar-ne la proliferació en aquest espai natural.